# Liste Salzburger Adelsgeschlechter
Die Liste der Adelsgeschlechter Salzburgs enthält die Adelsfamilien aus dem Erzstift Salzburg, ungefähr das heutige Bundesland Salzburg. Die Liste enthält jene Geschlechter, die den Adelsstand in Salzburg erhielten oder in die Landstände aufgenommen wurden.
Besonderheiten:
Das Erzstift Salzburg war seit 1328 unabhängig von Bayern und wurde von den katholischen Fürsterzbischöfen regiert. Die Landesherren versuchten den Einfluss der Landstände des Erzstifts Salzburg möglichst gering zu halten. Es gab nur einen Prälatenstand und die Ritterschaft (einen Herrenstand wie in den habsburgischen Ländern gab es nicht).
Politisch einflussreich war das Domkapitel, deren 24 Angehörige adelig sein mussten. Es war seit 1514 säkularisiert (d. h. von Nicht-Geistlichen besetzt).
Nach der Auflösung 1803 wurden Teile von Salzburg Bayern und Oberösterreich zugeschlagen, erst 1850 wurde es wieder ein eigenständiges Kronland Herzogtum Salzburg. Die Verwaltung wurde aber von bestellten Beamten durchgeführt, der Adel hatte seinen Einfluss eingebüßt.
Eine Besonderheit sind die „Erbausfergen“, das waren selbstständige Schiffer, im Rang höher als niedere Ritter (siehe Standl).
Die Liste ist eine alphabetische Übersicht über Salzburger Adels- und Patriziergeschlechter. Sie enthält Hinweise über Namensvarianten, Stand, Zeitpunkt der Nobilitierung und Aufnahme in den Landstand, Herkunft und Verbreitung. Weiters den Stammsitz bzw. wichtige Sitze in Salzburg, bekannte Persönlichkeiten (mit Artikel) und das Wappen des Geschlechtes.
Nobilitierungen
Der Fürsterzbischof hatte das Recht in den salzburgischen Adelsstand zu erheben, der aber nur im eigenen Land rechtsgültig war. In seltenen Fällen wurde sogar der Freiherrenstand verliehen. Adelige aus anderen Ländern oder Staaten mussten um Anerkennung ihres Adelstitels ansuchen, siehe Adelsanerkennung.
Die höheren Adelsränge (Freiherr, Graf) wurden meist nur vom Kaiser vergeben, zumindest bis Ende des HRR.
Diese Liste wurde anhand von Moritz Weittenhiller erstellt. In den Mitteilungen der Gesellschaft für Salzburger Landeskunde (MGSLK) erschienen „Beiträge zur Salzburger Familiengeschichte“, etliche davon hat Franz Martin verfasst. Darin wurde die Genealogie einzelner Familien genauer bearbeitet.

## A
| Name                                                | Stand, Titel, Zeitraum | Stammsitz/Ursprung Gebiet | Persönlichkeiten Anmerkungen                                 | Wappen |
|                                                     |                        | |                                                              |        |
| Agliardi (Adelsgeschlecht)                          | 1697–1821              | Familie aus Bergamo, salzbg. Beamter, 1697 nobil.                                                                                                |                                                              |        |
| Aham, Ahaimer zu Neuhaus                            | Gf; vor 1380–1881      | Schloss Neuhaus, altes bayer.-oberöst. Geschlecht, 1652 Frh, 1691 Grafen, salzbg. Landstand                                                      |                                                              |        |
| Aichaim (Adelsgeschlecht) Aichaimer                 | 1139–Ende 16. Jh       | bedeutendes salzbg. Geschlecht; die Haunsberger übernahmen das Wappen                                                                            |                                                              |        |
| Aigl zu Lind (Adelsgeschlecht) Aigel; von Wurmsdorf | vor 1493–1650?         | Aiglhof, bayer. Geschlecht; seit 1493 Landstand, zwischen 1600 und 1650 erloschen                                                                |                                                              |        |
| Ainkhäs von Peterhausen und Ainkhäshofen            | Ri; 1599–1825          | aus dem Pinzgau, 1599 Reichsadel, 1697 Ritter von Peterhausen und Ainkhässhofen (bei Siebm. Petersberg)                                          | Johann Georg Ainkhäss († 1706) Umgelter in Zell im Zillertal |        |
| Alber von Alberhaim; von Albersburg zu Alberhaim    | Ri, 1538–?             | Mathias Alber († 1562), Prof., salzbg. Kanzler, 1538 Reichsritter; 1551 Kanzler von Tirol                                                        | andere Linie Alber von Glanstätten bestand in Triest         |        |
| Alberti von Poja                                    | Gf; ~1550–1915?        | franz.-oberital. Geschlecht, 1705 Landstand, 1774 Grafen                                                                                         | Francesco Alberti di Poja                                    |        |
| Aliprandini von Laifenthurn                         | Ri; 1704               | Arzt, 1704 nobil., 1736 Ritter; keine Nachkommen                                                                                                 |                                                              |        |
| Alben Alm, Albm Herren von Alben; zu Trübenbach     | Ri ?–1561              | altes Geschlecht aus dem Pinzgau, Erbmundschenken; Erbausfergen in Laufen.                                                                       | Wappen ging 1601 an die Haunsberg                            |        |
| Alt; Alt von Altnau                                 | R; 1541– ~1350         | Salzbg. Bürger, 1541 salzbg. Adel, 1616 Adel bestätigt                                                                                           | Salome Alt, 1609 Alt von Altnau                              |        |
| Altmann zu Urstein                                  |                        | |                                                              |        |
| Aman                                                | 1767                   | Franz Anton Aman, salzbg. Adelstand |                                                              |        |
| Antretter                                           | 1756                   | nobil. Beamter, 1756 Reichadel mit „Edler von“                                                                                                   |                                                              |        |
| Arco                                                | R; Gf; 1124–heute      | Schloss Anif, 1729 Landstand, im Ritterstand | Georg Anton Felix (1705–1792)                                |        |
| Haus Arenberg                                       |                        | Gut Bürglstein (Salzburg) ?? |                                                              |        |
| Arnoldt                                             |                        | 1696 erbländ. Adel, 1714 Landstand; 1702 Kanzler                                                                                                 |                                                              |        |
| Auer                                                | 1722                   | 1722 Reichsadel |                                                              |        |
| Auer von Winkel                                     | Frh; 1712–1836         | Hofmark Winkl bei Grabenstatt am Chiemsee, Schloss Gessenberg; bayer. Adel; beerbten die Gold von Lampoding, 1712 Reichsfreiherren. Erbausfergen |                                                              |        |
| Auersperg                                           | Fü, Gf;                | Schloss Weitwörth, Krainer Uradel, 1573 Frh, 1630 Grafen, 1653 Fürsten                                                                           |                                                              |        |
| Augusta                                             | Ri; 1879               | nobil. Beamte, 1879 öst. Ritter |                                                              |        |
| Auswegern                                           | 1696                   | 1696 Reichsadel |                                                              |        |
|                                                     |                        | |                                                              |        |

## B
| Name                                                           | Stand, Titel, Zeitraum    | Stammsitz/Ursprung Gebiet                                   | Persönlichkeiten Anmerkungen                                              | Wappen |
|                                                                |                           |                                                             |                                                                           |        |
| Baumgarten (bayerisches Adelsgeschlecht)                       | 1675–heute?               | 1675 nobil.                                                 | Johann Georg von Baumgarten salzbg. Kanzler; Johann Joseph von Baumgarten |        |
| Berchtold von Sonnenburg, Perchtold                            | Frh; 1733–~1900?          | 1733 salzbg. Adel, 1792 Reichsfreiherren                    | Johann Baptist heiratete 1784 Maria Anna Mozart, Schwester Mozarts        |        |
| Herren von Bergheim Bergheim                                   | Mi; ~1200? – Ende 14. Jh. | salzbg. Ministeriale; verwandt mit den Radeckern            | nicht ident mit oö. Bergheim (Oberbergheim)                               |        |
| Bernhardt von Bernthal (Adelsgeschlecht) Bernhardt von Berntal | Ri; 1583–?                | 1583 nobil., 1635 Reichsritter von Bernthall                | Andreas Bernhardt von Berntal                                             |        |
| Biber Biber von Bibern                                         | Ri; – ?                   | 1690 Reichsritter von Biber                                 | Heinrich Ignaz Franz Biber                                                |        |
| Biechteler von Greiffenthall                                   | Ri; 1723?–?               | 1723 Reichsritter von Greiffenthall                         | Matthias Sigismund Biechteler                                             |        |
| Bleul                                                          | Ri; 1797–?                | 1797 nobil. Reichsritter, 1800 R.Frh                        | Salzbg. Kanzler                                                           |        |
| Boos von Waldeck Boos von Waldeck                              | Gf 1240–heute?            | rhein. Ministerialengeschlecht,                             | 1870 Herrschaft und Schloss Urstein gekauft                               |        |
| Brandl von Brandegg Brändl                                     | Ri; ? – um 1350           | nobil. von Brandegg, 1689 Bestätigung                       | ursprüngl. aus Preussen (dort Brand)                                      |        |
| Bucholtz Buchholz                                              | 1620–1739                 | 1668 nobil., ab 1690 in Sbg                                 |                                                                           |        |
| Büllich von Königscron                                         | Ri; 1725?                 | Salzbg. Truchsess, 1725 Reichsritter von Königscron         |                                                                           |        |
| Buonaccorsi di Pistoja                                         | R; Gf; 1124–?             | Patrizier in Pistoja, 1859 ital. Grafen, 1867 bayer. Grafen | Buonaccorso da Montemagno der Ältere, Adolph Graf Buonaccorsi di Pistoja  |        |
| Burglehner von Thierburg und Vollandseck                       | 1620 Landstand            |                                                             | Matthias Burglechner                                                      |        |
|                                                                |                           |                                                             |                                                                           |        |

## C
| Name                                | Stand, Titel, Zeitraum | Stammsitz/Ursprung Gebiet                                                           | Persönlichkeiten Anmerkungen                                | Wappen |
|                                     |                        |                                                                                     |                                                             |        |
| Caldonazzi von Rotenthal            | Ri; ~1700–heute?       | Trienter Familie, 1694 Wappen, 1698 Reichsritter von Rotenthal, ab 1731 in Salzburg |                                                             |        |
| Cammerloher von Weichingen          | Ri; 1624–1800?         | 1624 nobil. 1662 Landstand, 1796 bayer. Ritter                                      | Franz Cammerloher 1655 Erbausferge Placidus von Camerloher? |        |
| Cappeller in Thurnheim              | Ri; 1733 – ?           | 1733 Reichsritter                                                                   | Veit Josef Cappeller in Thurnheim Postmeister               |        |
| Carl                                | 1548–?                 | 1548 nobil.                                                                         | Sebastian Carl Dr. iur                                      |        |
| Caspis                              | 1645/1696–?            | 1598 Wappenbrief, 1645 angeblich Nobil., 1696 von Caspis; 1693/1699 Landstand       |                                                             |        |
| del Cav                             | 1735 nobil?            | – ?                                                                                 |                                                             |        |
| Cheltz                              | Mi ?                   | 1322 Gottfried Cheltz Schlacht bei Mühldorf                                         |                                                             |        |
| Chrautwurm von Chreintach Krautwurm | Mi; ?                  | Altes salzbg. Geschlecht, 1377                                                      |                                                             |        |
| Clessin von Königsklee              | 1729– ?                | 1729 nobil. von Königsklee                                                          |                                                             |        |
| Cristani von Rall Christani         | Frh; 1613–1857         | Aus Tirol, 1726 Adelsbestät. 1732 Landstand 1740 Frh, 1812 bayer. Adel              | Hieronymus Cristani von Rall                                |        |
|                                     |                        |                                                                                     |                                                             |        |

## D
| Name                                 | Stand, Titel, Zeitraum | Stammsitz/Ursprung Gebiet                                                          | Persönlichkeiten Anmerkungen                                 | Wappen |
|                                      |                        |                                                                                    |                                                              |        |
| Danneckh Danneck                     | ~1600–1680/90?         | 1666 Reichsfreiherr für Johann Conrad, gleich wieder erloschen                     |                                                              |        |
| Daubrawa von Daubrawaik Daubraweik   | 1742–?                 | 1742 Reichsadel                                                                    | Luegermayer-Schlössl                                         |        |
| Diether zu Schedling                 | ?                      | Salzburger Uradel                                                                  |                                                              |        |
| Dietraming von Haltenwang und Werfen | 1125–1165?             | Hallwang, mit During von Dietraming, Truchsess, erlosch 1163–67 die Familie wieder | die Schnaitseer und Gutrath stammen von den Dietramingern ab |        |
| Dücker von Haslau                    | 1613–1857              | 1726 Adelsbestätigung, 1732 Landstand 1740 Frh, 1812 bayer. Adel                   | Franz Dückher von Hauslau erwarb Schloss Winkl               |        |
|                                      |                        |                                                                                    |                                                              |        |

## E
| Name                              | Stand, Titel, Zeitraum | Stammsitz/Ursprung Gebiet                      | Persönlichkeiten Anmerkungen                                  | Wappen |
|                                   |                        |                                                |                                                               |        |
| de l´Eau                          | Ri; ~1731–heute?       | 1731 Reichsritter Edler                        | Michael de l´Eau                                              |        |
| Ehinger                           |                        |                                                | vom Ulmer Patriziern Ehinger abstammend?                      |        |
| Ehinger von Egnfeld               | 1734–?                 | 1734 Reichadel „von Egnfeld“, dann in Bayern   | andere Familie                                                |        |
| Ehrgott                           | ~1580?–?               | Schlossbauerngut in Liefering, 1600 Reichsadel | Leonhard Ehrgott Militär und Politiker, geadelt, keine Kinder |        |
| Elsenheim Elsenheimer Elsenhaimer | Frh; 1548–~1750        | Salzbg. Bürger, 1604 nobil., 1645 Frh          |                                                               |        |
| Enk Enck von der Burg             | 1747–1?                | 1747 Reichsadel mit „von der Burg“             |                                                               |        |
|                                   |                        |                                                |                                                               |        |

## F
| Name                                             | Stand, Titel, Zeitraum  | Stammsitz/Ursprung Gebiet                                                    | Persönlichkeiten Anmerkungen                                                                     | Wappen |
|                                                  |                         |                                                                              |                                                                                                  |        |
| Fabrizi (Adelsgeschlecht) zu Klessheim           | Ri; ~1700–heute?        | 1655 Adelsbest, 1710 Reichsritter                                            | Gervasius Fabrizi Dr iur Kanzler, kauft 1589 Schloss Kleßheim                                    |        |
| Feyertag von Oberhausen                          | Ri; vor 1620–1740?      | 1653 Reichsadel von Oberhausen, seit 1675 auf der Landtafel, 1739 Landstand  | die oö. Feyertag sollen nach Franz Karl Wißgrill verwandt sein?                                  |        |
| Fichtl                                           | Ri; 1730– ?             | 1730 Reichsritter                                                            | Brüder auch in Bamberg und Kärnten als Beamte tätig (diese 1755 Reichsritter)                    |        |
| Fiedler von Füllerstein                          | 1696–?                  | 1696 erbländ. Adel, 1724 salzbg. Adelsbestätigung                            |                                                                                                  |        |
| Fieger zu Melans Frh zu Friedberg und Hirschberg | Gf, Frh; 1511–1802/1849 | Tiroler Geschlecht, 1746 Landstand für Gf Johann Joseph Fieger               |                                                                                                  |        |
| Firmian                                          | Frh; 1361–heute?        | Tiroler Uradel, 1526 Freiherren; Erbmarschall in Trient                      | Leopold Anton von Firmian baute Schloss Leopoldskron                                             |        |
| Frauendienst                                     | Hr; ~1350?–?            | alte Erbausfergen in Laufen, Salzsieder in Hallein                           |                                                                                                  |        |
| Freisauff zu Neudegg                             | 1631–1900?              | oberöst. Geschlecht, 1631 Reichsadel                                         | Rudolf Freisauff von Neudegg, siehe Rudolf Freny                                                 |        |
| Frey                                             | 1687–1900?              | 1687 ungar. Adel, dann in OÖ                                                 | Carl Anton von Frey (1826–1896) baute Freyschlössl                                               |        |
| Fröschl von Fröschlmoos, Fröschl zu Marzoll      | Hr; ~1450–nach 1600     | Schloss Mönchstein, reiche Patrizier (Sudherren, Gewerken), um 1570 bankrott | Wiguleus Fröschl von Marzoll, Rudbrecht Fröschl von Fröschlmoos, 1496 Bürgermeister von Salzburg |        |
| Fröschelmoser                                    | ?                       | die Fröschelmoser waren eine andere Familie                                  |                                                                                                  |        |
|                                                  |                         |                                                                              |                                                                                                  |        |

## G
| Name                                                     | Stand, Titel, Zeitraum   | Stammsitz/Ursprung Gebiet                                                                                        | Persönlichkeiten Anmerkungen                                                                                              | Wappen |
|                                                          |                          | | |        |
| Gänsel, Gansl                                            | ?–1530?                  | alte Erbausfergen bis 1530                                                                                       | |        |
| Gärr Garr etc. von Flachau / bei der Enns, vom Garrenhof | ~1150?–~1470             | Ansitz Thurnhof, aus dem Etschland                                                                               | Gar auch als Erbausfergen genannt                                                                                         |        |
| Gaspari von Novomonte                                    | ?                        | Trienter Familie, 1697 Adelsbestätigung mit „von Novomonte“                                                      | Johann Baptist Gaspari, Arzt                                                                                              |        |
| Gebing Geming Gebinger                                   | 1270?–?                  | Ausfergen, altes salzbg. Geschlecht                                                                              | Margaretha († 1321), ab 1307 34. Äbtissin von St. Peter auf dem Nonnberg / widerspruch Liste der Äbtissinnen von Nonnberg |        |
| Geizkofler                                               | Frh; 1548–?              | aus Tirol (dort 1597 Landstand), 1599 Reichsadel bestätigt, 1625 Frh von Haunsheim; nie im salzbg. Landstand     | Zacharias Geizkofler, Ferdinand Geizkofler                                                                                |        |
| Gemberley Gemperli von Weidenthal                        | Ri; 1779–?               | 1779 erbländ. Ritter, 1813 bayer. Adel                                                                           | Schloss Innersee |        |
| Gentilotti Gentilotti von Engelsbrunn                    | Ri, Frh; 1617/1685–1750? | Trienter Familie, 1685 erbländ. Ritter, 1729 erbländ. Frh und salzbg. Landstand                                  | Johann Franz von Gentilotti zu Engelsbrunn                                                                                |        |
| Gerster von Gerstorff                                    | Ri; 1731–1857            | böhm. Ritter, 1731 Reichsritter und salzbg. Landstand                                                            | Schloss Haunsperg, Johann Adam Gerster von Gerstorff Leibarzt des Erzbischofs                                             |        |
| Geyer                                                    | 1756–?                   | 1756 Salzburger Adel                                                                                             | Johann Elias Geyer |        |
| Gold von Lampoding                                       | Frh; ?–1713              | aus der Schweiz?, 1623 und 1665 erbländ. Frh                                                                     | Gottfried Gold von Lampoding, die Auer zu Winkel beerben die Salzburger Gold, erloschen 1836                              |        |
| Goldegg (Adelsgeschlecht) Goldecker                      | Frh; 1180–1400           | Schloss Goldegg (Salzburg), wohl aus den Pongauern hervorgegangen. 1732 Landstand, 1740 Frh, 1812 bayer. Adel    | das Wappen ging an die Graf von Schernberg                                                                                |        |
| Graf von Schernberg, Graff, auch von Rastatt (Radstadt)  | ~1200–1668               | 1250 Villacher Bürger?, dann reiche Eisengewerke im Pongau, kauften 1370 Schernberg, 1417 Wappen, 1620 Landstand | die Kärntner Linie soll es bis 1880 gegeben haben?                                                                        |        |
| Grammont Grabmann                                        | Ri; 1698–?               | 1698 Brüder Grabmann als „Edle von Grammont“ zu Reichsrittern                                                    | Wappen mit violetter Farbe (ein Kuriosum)                                                                                 |        |
| Grandjean                                                | 1771–                    | Johann Jakob Grandjean, Regierungsrat der Schwarzenberg, ab ca. 1745 in Salzburg                                 | von Joseph I. (Schwarzenberg) nobilitiert                                                                                 |        |
| Grans von Uttendorf, Granns, Grams                       | 1187– ~1450              | alter bayer. Adel, Ausfergen in Laufen                                                                           | Burg Uttendorf |        |
| Grembs                                                   | Ri; 1610–?               | 1610 rittermäßiger Reichsadel bestätigt, 1705 Landstand                                                          | kurz im Besitz von Schlossbauerngut bei Liefering                                                                         |        |
| Grezinger von Grenzing                                   | 1730–?                   | 1730 Reichsadel von Grenzing, 1732 Landstand?                                                                    | |        |
| Grimming                                                 | Frh; ~1430–?             | reiche Gewerke aus dem Lungau, 1528 Landstand, 1649 Frh von Stahl, 1813 bayer. Adel                              | |        |
| Gschwendtner von Adel                                    | Ri; 1746–                | 1746 Reichsritter mit „von Adel“, 1748 Landstand?                                                                | |        |
| Gschwendtner von Freyenegg                               | 1720–                    | 1720 salzbg. Adel                                                                                                | |        |
| Gschwentner                                              | 1738–                    | 1738 Reichsadel                                                                                                  | wegen des ähnlichen Wappens mit den Gschwendtner von Freyenegg verwandt?                                                  |        |
| Gülss                                                    |                          | Max von Gülss um 1600? zum Erbausfergen ernannt                                                                  | |        |
| Gutrat                                                   | ~1210– ~1335             | stammen von den Dietramingern ab                                                                                 | Burgruine Gutrat |        |
| Gutrath, Gutrather von Altenguthrat und Puchstein        | ?                        | 1516 Christoph Gutrather, Bürgermeister von Salzburg; 1537 Adelsbestätigung                                      | eventuell Dienstmänner der Gutrat?                                                                                        |        |
|                                                          |                          | | |        |

## H
| Name                                                 | Stand, Titel, Zeitraum | Stammsitz/Ursprung Gebiet                                                                                              | Persönlichkeiten Anmerkungen                                     | Wappen |
|                                                      |                        | |                                                                  |        |
| Hafner von Innbachhausen                             | Ri; 1782–1787          | 1782 Reichsritter, ab 1731 in Sbg                                                                                      | Sigmund Haffner der Ältere                                       |        |
| Haidenthal                                           | Ri: 1686–              | 1686 Reichsritter | Maximilian Haidenthaller                                         |        |
| Halden von der Halden                                | Frh; 1630– ?           | 1630 Adelsbestätigung, 1686 Frh von und zu Authenried, Oxenbrunn und Anhofen, 1716 Landstand                           |                                                                  |        |
| Hallberg                                             | Frh; ?–                | 1731 Frh, 1762 Landstand                                                                                               | Jakob Tillmann von Hallberg                                      |        |
| Hallegg Halleck                                      | ~1200–1857             | Kärntner Geschlecht, 1620 Landstand                                                                                    |                                                                  |        |
| Hartmann                                             | 1781–                  | 1781 nobil., 1802 Landstand                                                                                            |                                                                  |        |
| Hassler von Hasslberg                                | 1689–1857              | 1689 nobil., 1691 Landstand                                                                                            |                                                                  |        |
| Haunsperger Haunsberger                              | Gf, Frh; 1100–1724     | altes Salzburger Geschlecht, drei Linien (auch in OÖ und Bayern), 1636 Frh, 1670 Grafen                                | Burg Haunsperg                                                   |        |
| Heffner                                              | 1759–1774              | 1759 salzbg. Adel | Franz Friedrich Heffner Stadtsyndicus                            |        |
| Heffter, Hefter von Hohenburg                        | 1584–1850?             | bayer.-Tiroler Geschlecht, 1584 nobil.                                                                                 | Ignaz von Heffter Anton von Heffter                              |        |
| Hegi                                                 | Frh; 1651–?            | aus Sachsen?, 1651 Reichsadel, 1677 Frh, 1812 bayer. Adel                                                              |                                                                  |        |
| Helmreich von Brunnfeld                              | 1738–?                 | 1738 salzbg. Adel | Virgil von Helmreichen zu Brunnfeld                              |        |
| Hermes von Fürstenhof                                | Ri; 1691–1871          | aus Neuss, 1691 erbländ. Ritterstand, 1751 salzbg. Adel                                                                | Anton Hermes                                                     |        |
| Herrisch                                             | Ri; 1745–1885?         | steir. Salzbeamter, 1745 erbländ. Ritterstand                                                                          | Joseph Ritter von Herrisch 1882 in Saalfelden                    |        |
| Hertz von Hertzfeld                                  | Ri; 1733–?             | 1733 erbländ. Ritterstand, 1734 Landstand                                                                              |                                                                  |        |
| Heyss                                                | 1597–?                 | 1597 Reichsadel |                                                                  |        |
| Höfflinger                                           | Ri; 1570–?             | 1570 Reichsritter, 1561 Ausferge                                                                                       | Sebastian Höflinger († 1584) Kanzler                             |        |
| Hofer zu Urfahr Urfarn                               | ?                      | aus Tirol, 1529 genannt; bis 1612 Bayern                                                                               |                                                                  |        |
| Hofhaymer Hofhaimer Hofheimer                        | Ri; 1515–?             | 1515 Reichsadel, 1588 Ritterstand                                                                                      | Paul Hofhaimer                                                   |        |
| Hofmiller von Hofmühlen Hofmüller                    | Frh; 1687–1850?        | 1687 Reichsritter, 1745 Frh, 1749 Landstand                                                                            |                                                                  |        |
| Hohenfeld zu Aistersheim Schloss Aistersheim, Almegg | Gf, Frh; 1360–1822     | alter Adel, 1652 Frh, 1669 Reichsgrafen, 1714 erbländ. Grafen                                                          | Schloss Radeck, Achatius von Hohenfeld                           |        |
| Hueber                                               | ?                      | alte Salzburger Familie, auch in Kärnten ansässig, dann in Unterkärnten und Görz                                       | Martin Hueber erwarb das Gut Radl / Mallenthein; Schloss Drasing |        |
| Hund(t) von Dorfheim; Hunt Hundt zu Lautterbach      | 12. Jh.–1620           | aus dem Pinzgau, Schloss Dorfheim, die salzbg. Hund sind 1620 erloschen, die bayer. Hundt zu Lautterbach bestehen noch | Wiguleus Hund                                                    |        |
|                                                      |                        | |                                                                  |        |

## I
| Name         | Stand, Titel, Zeitraum | Stammsitz/Ursprung Gebiet                                                 | Persönlichkeiten Anmerkungen | Wappen |
|              |                        |                                                                           |                              |        |
| Imhoff Imhof | Frh; ~1260–heute       | schwäbisches Geschlecht, Nürnberger Patrizier, 1679/1685 Reichsfreiherren |                              |        |
|              |                        |                                                                           |                              |        |

## J
| Name                   | Stand, Titel, Zeitraum | Stammsitz/Ursprung Gebiet                                               | Persönlichkeiten Anmerkungen                                              | Wappen |
|                        |                        |                                                                         |                                                                           |        |
| Jändick von Rothenfels | Ri; 1716–1797          | 1716 Reichsritter Edler von Rothenfels                                  | Wenzel Joseph Jändick aus Mähren                                          |        |
| Jocher                 | Frh; 1532–1679         | 1532 bayer. Adel, Reichsadel, 1590 Reichsritter, 1620 Frh und Landtafel | Adam Frh Jocher von Hohenrain                                             |        |
| Jochner                | 1373–?                 | altes Geschlecht aus dem Lungau, bürgerliche Linie in Kärnten           | 1518 in Villach genannt                                                   |        |
| Jud                    | ?                      | 1774 Adelsbrief                                                         | Joseph Jakob Gerard Jud, geistlicher Rat, Franz Xaver Dismas Jud, Pfleger |        |
|                        |                        |                                                                         |                                                                           |        |

## K
| Name                                            | Stand, Titel, Zeitraum | Stammsitz/Ursprung Gebiet                                                                               | Persönlichkeiten Anmerkungen                                                                                          | Wappen |
|                                                 |                        | | |        |
| Kalhochsberg Kalhochsperger                     | 1280–1350?             | altes Geschlecht im Raum Radstadt                                                                       | |        |
| Kauffmann von Söllheimb                         | 1694–1679              | 1694 nobil., 1701 Landstand                                                                             | Johann und Dominikus Kauffmann                                                                                        |        |
| Katzbeck                                        | 1281–1615?             | altes Geschlecht, Gewerken des Erzstiftes                                                               | ??Katzbeck zu Katzenstein waren evangel. ??                                                                           |        |
| Kayr vom Plumstein                              | 1676 ?                 | aus OÖ, 1676 nobil. und Landstand                                                                       | Kayrgut am Plumstein                                                                                                  |        |
| Keuzel Keutzl Keuzl                             | 14. Jh.–1584           | altes salzbg. Geschlecht, Bürger von Salzburg, Erbausfergen, Pfleger etc.                               | Rupert V. Keutzl, 1466–1495 Abt von St. Peter / Wappen ging an die Rumpf und dann an die Grafen Rosenberg aus Kärnten |        |
| Khuen von Belasy Khuon, Khun; Belasi            | Gf, Frh; 1111?–heute   | aus Tirol, Linien in NÖ und Böhmen; 1573 Frh, 1630 Grafen; 1592 Landstand                               | Johann Jakob Kuen von Belasy Erzbischof von Salzburg                                                                  |        |
| Kuenburg Khünburg, Küenburg                     | Gf, Frh; 1189?–heute   | Schloss Kuenburg, aus Kärnten; 1613 Frh, 1665 Grafen; 1592 Landstand, 1669 Erbmundschenken von Salzburg | Michael von Kuenburg, Georg von Kuenburg, Max Gandolf von Kuenburg, Erzbischöfe von Salzburg                          |        |
| Kimpfler von Kimpflern                          | 1685–?                 | Bürger aus Salzburg, 1685 erbländ. Adel                                                                 | |        |
| Klaner                                          | ?                      | altes salzbg. Geschlecht                                                                                | Stifter der Nonnbergkirche; wappen mit strahl                                                                         |        |
| Kleimayr Kleimayrn, Kleienmayr                  | Frh; 1703–1850?        | aus Württemberg, 1703 Reichsadel, 1789 Landstand, 1852 Frh                                              | Johann Franz Thaddäus von Kleimayrn, Johann Damascen von Kleimayrn                                                    |        |
| Koch von Sternfeld                              | ?                      | 1802 salzbg. Adel                                                                                       | Joseph Ernst von Koch-Sternfeld                                                                                       |        |
| Köchl vom Köchelsberg                           | Ri; 1702 ?             | 1702 Reichsritter                                                                                       | Johann Georg Köchel                                                                                                   |        |
| König von Paumbhausen                           | ?                      | 1648 erbländ. Adel, 1813 bayer. Adel                                                                    | Franz König von Paumbhausen                                                                                           |        |
| Kofler von Koflern                              | 1699                   | 1699 erbländ. Adel, 1706 Landstand                                                                      | Koffler von Kofflern, andere Familie aus Stmk                                                                         |        |
| Kolb                                            | 1688–?                 | 1688 nobil., 1689 Landstand                                                                             | aus Kärnten? |        |
| Konhauser von Sternenfeld Kohnhauser, Sternfeld | ?                      | 1740 salzbg. Adel                                                                                       | Johann Joseph Konhauser, Wappen ging an die Koch von Sternfeld                                                        |        |
| Krauss                                          |                        | um 1720 Landstand                                                                                       | Johann Baptist Krauss (1700–1762), Abt von St. Emmeram                                                                |        |
| Kruger                                          |                        | | |        |
| Kuchler Kuchel                                  | Ri; ~1000? – ~1450?    | Turmburg Kuchl, alte Ritter aus Kuchl, Erbmarschall, Ausfergen, auch Besitz in Bayern                   | |        |
| Kürsinger Khirsinger                            | Frh; 1627–heute?       | 1627 Reichsadel, 1776 Frh                                                                               | Ignaz von Kürsinger, Franz Anton von Kürsinger (1727–1799), Hofkanzler in Salzburg                                    |        |
| Kurz zu Thurn und Goldenstein                   | 1536–?                 | Schloss Goldenstein, 1536 Reichsadel, 1638 Wappenbesserung, 1754 Landstand                              | Ludwig von Kurz zum Thurn und Goldenstein                                                                             |        |
|                                                 |                        | | |        |

## L
| Name                                     | Stand, Titel, Zeitraum  | Stammsitz/Ursprung Gebiet                                                                 | Persönlichkeiten Anmerkungen                                                                                      | Wappen                       |
|                                          |                         |                                                                                           | |                              |
| Lamberg                                  | Fü, Gf; 13. Jh.–20. Jh. | altes Krainer Geschlecht, 1544 Frh, 1667 Grafen, 1702 Fürsten                             | seit 1731 Erbtruchsess von Salzburg, z. B. Franz Anton von Lamberg                                                |                              |
| Lampoding                                | ?–15. Jh.               | altes salzbg. Geschlecht                                                                  | Schloss Lampoding                                                                                                 |                              |
| Larcher zu Eissegg, Eys(s)eck, Eis(s)egk | Ri; 1604–20. Jh.?       | 1604 Reichsadel, 1881 öst. Ritter, 1764 Landtafel; aus Tirol stammend (Pustertal, Bozen)  | Arthur von Bolfras ⚭ Bertha von Larcher, Dr. Pius Ritter von Larcher zu Eissegg (Landgerichtspräsident Innsbruck) |                              |
| Lassberg                                 | Gf, Frh; 1385–?         | altes oö. Geschlecht, 1664 Frh, 1705 Grafen; kein Landstand                               | |                              |
| Lasser von Lasseregg                     | Frh; ~1500–?            | Schloss Lasseregg, 1538 Reichsadel, 1643 Frh, 1592 Landstand                              | die Salzburger Linie zu Lasseregg ist erloschen, die Lasser von Zollheim sind nahe verwandt                       | Wappen ident, Tinktur anders |
| Lasser von Zollheim                      | Frh; ~1500–1900?        | 1538 Reichsadel, 1708 Reichsritter, 1867 Frh                                              | Josef Lasser von Zollheim                                                                                         |                              |
| Lehrbach                                 | Gf; ?–1861?             | hessischer Adel, 1781 Grafen, 1795 Landstand                                              | |                              |
| Liechtenstein                            | Fü; 1136–heute          | altes Geschlecht aus NÖ, 1719 Reichsfürsten                                               | Schloss Fischhorn um- und ausgebaut                                                                               |                              |
| Lodron Laterno                           | Gf; 11. Jh.?–heute      | altes ital. Geschlecht, 1452 Reichsgrafen, 1629 Landstand                                 | Paris von Lodron, Erzbischof, Kaspar von Lodron-Laterano                                                          |                              |
| Löckher von Kronenkreuz Löcker           | Ri; 1694–?              | 1694 Reichsadel, 1590 Reichsritter, 1700 Landstand                                        | Martin Löckher |                              |
| Loes                                     | 1777                    | 1777 salzbg. Adel                                                                         | Benedikt Loes Syndicus von Salzburg                                                                               |                              |
| Löwenstein                               | ?                       | aus Schweden, ?Frh                                                                        | Friedrich Frh von Löwenstein                                                                                      |                              |
| Lohr zum Haunsperg                       | 1712–?                  | 1712 Reichsadel                                                                           | Georg Lohr, Händler aus Hallein                                                                                   |                              |
| Löwenheim Lebel, Lebl                    | Frh; 1685–?             | 1685 Reichsritter, 1695 Frh                                                               | Johann Jakob Lebel                                                                                                |                              |
| Lospichl                                 | 1728– nach 1900?        | 1728 salzbg. Adel, 1830 Reichsadel                                                        | Johann Adam Lospichler                                                                                            |                              |
| Lürzer von Zechenthal                    | Frh; 1671–?             | Schloss Dorfheim, aus Radstadt, 1671 erbländ. Adel, 1757 bayer. Frh und salzbg. Landstand | |                              |
| Luidl                                    | Ri; 1716–?              | aus Weilheim in Bayern, 1716 Reichsritter mit Edler von, 1733 Landstand                   | Johann Joseph Luidl, 1714 Regimentskanzler (in OÖ?)                                                               |                              |
|                                          |                         |                                                                                           | |                              |

## M
| Name                                        | Stand, Titel, Zeitraum | Stammsitz/Ursprung Gebiet                                    | Persönlichkeiten Anmerkungen                                               | Wappen |
|                                             |                        |                                                              |                                                                            |        |
| Mabon zu Embsburg                           | ?                      |                                                              | Johann Sigmund Mabon († 1630) baute Schloss Emsburg Kreuzhof               |        |
| Maffei                                      | 1657–?                 | aus Trient, 1657 Reichsadel                                  | Peter Paul von Maffei                                                      |        |
| Marolt Maralt                               | ?                      | salzbg. Geschlecht, ging nach Bayern                         | Magdalena von Marolt † 1756 in München                                     |        |
| Matterner von der Gallery                   | 1688–?                 | 1688 Reichsadel                                              | Johann Matterner Offizier                                                  |        |
| Maur                                        | 1121–1381?             | aus dem Lungau, auch in Kärnten                              | die Mauer im Gurktal hatten Heugabeln im Wappen, ging an die Raidhaupt     |        |
| May                                         | 1604–?                 | 1604 Reichsadel, 1620 Landstand                              |                                                                            |        |
| Mayr von Mairegg                            | 1696–?                 | 1696 erbländ. Adel                                           | Johann Bapt Mayr, Buchdrucker, Verleger; Brüder Mayr kämpften 1683 in Wien |        |
| Mayr von Mayrau                             | 1655 ?                 | 1655 Reichsadel                                              |                                                                            |        |
| Mayr von Mayren                             | 1683 ?                 | 1585 Wappenbrief, 1683 Reichsadel                            |                                                                            |        |
| Mayr von Melnhof                            | Frh; 1859–?            | steier. Gewerken, 1859 nobil., 1872 Frh                      | Franz Mayr von Melnhof                                                     |        |
| Mayr von Pürglau und Haberlhof, zu Puchholz | 1650–?                 | 1650 erbländ. Adel                                           |                                                                            |        |
| Mayerhofer                                  | 1524?                  | angebl. Adelsdiplom                                          |                                                                            |        |
| Mayrn                                       | ?                      | 1747 salzbg. Adel mit „von Mayrn“                            | andere Familie als Mayr von Mayren                                         |        |
| Meurer                                      | ?                      | aus D?; 1691 Adelsbestät. 1706 Frh, 1712 Landstand           | die Frh von Meurer in Schleswig-Holstein sind möglicherweise stammverwandt |        |
| Grafen von Mittersill                       | 11. Jh.–1327           | Schloss Mittersill Sitz der Grafen von Lechsgemünd-Graisbach |                                                                            |        |
| Mölck                                       | 1752–1863              | 1752 salzbg. Adel, 1762 Landstand                            |                                                                            |        |
| Moll                                        | Frh; 1580 ?            | 1580 Reichsadel, 1789 Frh                                    | Karl von Moll                                                              |        |
| Montfort                                    | Gf; 1100?–1787         | altes schwäbisches Grafengeschlecht, 1706 Landstand          | Ernst von Montfort                                                         |        |
| Mortaigne von Seeburg                       | ?                      | Schloss Aigen, franz. Geschlecht, 1623 Frh, 1620 Landtafel   | Levin Mortaigne, Schloss Seeburg                                           |        |
| Mosheim Moosheim Moshamer                   | Ende 13. Jh.?–1726     | Schloss Moosham, salzbg. Uradel, 1636 Frh                    |                                                                            |        |
| Motzel                                      | Frh, Ri: 1655 ?        | 1655 Reichsadel, 1731 Reichsritter, 1731 Frh, 1654 Landstand | Volpert Motzel Schloss Schernberg                                          |        |
| Münch zu Münchhausen und Münchdorf          | ?                      | aus Bayern, Hans Münch zu Münchhausen 1456 Pfleger in Winzer | nicht verwandt mit den Münchhausen (Adelsgeschlecht) aus Sachsen           |        |
|                                             |                        |                                                              |                                                                            |        |

## N
| Name                                                  | Stand, Titel, Zeitraum | Stammsitz/Ursprung Gebiet                               | Persönlichkeiten Anmerkungen                                                   | Wappen         |
|                                                       |                        |                                                         |                                                                                |                |
| Negri                                                 | ?–                     | Adel aus Genua, 1751 Landstand                          | Friedrich und Franz Friedrich de Negri; Theodor von Negri verwandt??           |                |
| Neuhaus von Greiffenfels, Forchtenegg und Ehrenhausen | Frh; ~1300?–           | kärntner-bayer. Adel, 1636 Frh, 1693 Landtafel          | mehrere Geschlechter, Ferdinand Maria Franz von Neuhaus siehe Hofmark Zangberg | schwarzer rabe |
| Neukirchen Herren von Neukirchen                      | Hr; 12. Jh.–16. Jh.?   | Schloss Hochneukirchen, altes Geschlecht aus dem Lungau |                                                                                |                |
| Neukom                                                | 1574–?                 | Bürger von Lindau, 1574 Adel, 1623 Reichsadel           | Sigismund von Neukomm                                                          |                |
| Neuner von Breitenegg                                 | 1791–?                 | aus Tirol, 1791 erbländ. Adel, 1814 bayer. Adel         |                                                                                |                |
| Niderl von Aichegg                                    | 1651–?                 | 1651 erbländ. Adel, 1765 Landstand                      |                                                                                |                |
| Nopping                                               | 1136–16. Jh.           | Schloss Perwang, altes salzbg. Geschlecht, Ausfergen    |                                                                                |                |
| Notthafft                                             | Gf; 12. Jh.–1952       | altes bayer. Geschlecht, 1638 Grafen, 1620 Landtafel    |                                                                                |                |
| Nußdorfer                                             | Hr; 13. Jh.–1632       | altes bayer.-salzbg. Geschlecht, Erbmarschallamt        | Ulrich von Nußdorf, das Wappen ging an die Thürheim                            |                |
|                                                       |                        |                                                         |                                                                                |                |

## O
| Name         | Stand, Titel, Zeitraum | Stammsitz/Ursprung Gebiet                                                         | Persönlichkeiten Anmerkungen | Wappen |
|              |                        |                                                                                   |                              |        |
| Oexel        | ?–                     | altes salzbg. Geschlecht, Heinrich der Oexel kämpfte 1322 bei Ampfing             |                              |        |
| Offenstetter | Hr; ~1100–~1500?       | Schloss Offenstetten, altes Geschlecht, die Ovenstetter kämpften 1322 bei Ampfing |                              |        |
|              |                        |                                                                                   |                              |        |

## P
| Name                                               | Stand, Titel, Zeitraum | Stammsitz/Ursprung Gebiet                                                                                                 | Persönlichkeiten Anmerkungen                                                       | Wappen |
|                                                    |                        | |                                                                                    |        |
| Pachhamer, Pachmair                                | ?–1550                 | altes salzbg. Geschlecht                                                                                                  | um 1530 war ein Pachmair Kanzler; die Fröschl erbten das Wappen                    |        |
| Panicher Pannicher von Wolkersdorf am Waginger See | Mi, Hr; 1165–1646      | Turmburg Kuchl, altes Geschlecht, Ausfergen                                                                               | Anna und Daria waren Äbtissinnen von Kloster Nonnberg; das Wappen ging an die Ritz |        |
| Paumann                                            | Ri; 1718–?             | nobil. Professor, 1718 Reichsritter „Edler in Palmenburg“, 1723 Landstand                                                 |                                                                                    |        |
| Paumgartner                                        |                        | 1735 Landstand |                                                                                    |        |
| Paurnfeindt von Eyss, Pauernfeindt                 | 1640–?                 | Salzburger Bürger; 1640 Adel, 1693 Landstand                                                                              | Johann Christoph Paurnfeindt, Johann Christian Paurnfeind verwandt?                |        |
| Pebal                                              | Ri; 1689–19. Jh.?      | 1689 Ritterstand, 1713 Landstand                                                                                          | Nachkommen des Johann Joseph von Pebal später in Graz                              |        |
| Pechmann                                           | Frh; 1687–heute?       | sächs. Familie, 1687 Reichsritter, 1700 Frh, 1718 böhm. und 1720 mährisches Inkolat                                       | Adalbert von Pechmann                                                              |        |
| Peilstein(er) Grafen von Peilstein                 | Gf; 11. Jh.–1218       | altes Grafen-Geschlecht, Vögte des Hochstiftes Salzburg                                                                   | Heinrich I. von Freising                                                           |        |
| Perger von Emslieb von und zu Embslieb             | vor 1600–nach 1700?    | Hofbeamte, 1618 Erbausferge, 1625 Reichsadel, 1677 Frh, 1626 Landstand                                                    | Thomas Perger, Hofuntermarschall                                                   |        |
| Perger von und zu Pergrain                         | 1687–heute?            | Kayserburg, 1687 Reichsadel                                                                                               | Johann Jakob Perger                                                                |        |
| Perner von Rettenwörth Berner                      | ?–1663                 | Schloss Rettenwörth, Erbausfergen, 1592 Landtag                                                                           |                                                                                    |        |
| Pfeiffersberg                                      | Ri; 1732–?             | Schloss Haunsperg, 1732 erbländ. Ritterstand, 1813 bayer. Adel, 1733 Landstand?                                           |                                                                                    |        |
| Pflanzemann von Schallmoos, Pflanzmann             | 1695–?                 | Schloss Lerchen, 1695 Reichsadel                                                                                          |                                                                                    |        |
| Pflügel                                            | Ri; 16. Jh.–?          | Schloss Goldenstein, salzbg. Familie, 1613 erbländ. Reichsadel, 1685 Ritter zu Wolffsegg von Neuenkieming und Goldenstein |                                                                                    |        |
| Pichl von Gamsenfels                               | 1595–19. Jh.           | Burgruine Pichl, altes steier. Geschlecht, 1598 Adelsbestätigung, 1625 Reichsadel, 1713 Landstand                         | steier. und salzbg. Linie                                                          |        |
| Plain Grafen von Plain                             | Gf; 1100–1260          | Plainburg, altes Grafengeschlecht                                                                                         |                                                                                    |        |
| Platz zu Thurn und Grädisch; Plaz                  | Gf; 1631–heute?        | Schloss Sankt Jakob am Thurn, Schloss Gradisch, aus Italien (Piazza?), 1631 Adelsbestätigung, 1656 Frh, 1696 Grafen       |                                                                                    |        |
| Ploenstein                                         | Ri; 1598–?             | 1598 Reichsritter | Mathias Ploensteiner kaufte Schloss Therasburg                                     |        |
| Pockh von und zu Arrenholz                         | 1596–1750?             | Burg Arnholz, 1588 tirol. Adel, 1596 erbländ. Adel, 1658 Landstand                                                        |                                                                                    |        |
| Pöckh                                              | ?                      | nobil. unbekannt, 1706 Landstand?                                                                                         | Johann Christoph von Pöckh                                                         |        |
| Pödl                                               | ?–16. Jh.              | Erbausfergen |                                                                                    |        |
| Herren von Pongau Pongauer                         | Hr; ~1150–1200?        | Burgruine Bachsfall, altes Geschlecht                                                                                     |                                                                                    |        |
| Praetzel (von Radeck)                              | 16. Jh.–?              | Schloss Radeck | Hans Prätzel († 1521) „von Radeck“, war aber nicht im Besitz der Burg              |        |
| Pranckh                                            | Gf; 1135–heute         | Schloss Prankh, altes steier. Geschlecht, 1628 Frh, 1719 Grafen, 1651 Landstand                                           | Siegmund von Pranckh                                                               |        |
| Prasch von                                         | ?–17. Jh.?             | Bürger aus Hallein, 1497 Wappenbrief?, zum salzbg. Adel gerechnet                                                         |                                                                                    |        |
| Preuss von Pilgramsgrün                            | 15. Jh.–?              | 1452 Wappenbrief | Hans Preys von Pilgreinsgrün († 1485), Stadtrichter von Salzburg                   |        |
| Prunning                                           | Ri; 14. Jh.–?          | altes salzbg. Geschlecht                                                                                                  | Heinrich von Preining kämpft 1322 bei Ampfing                                      |        |
|                                                    |                        | |                                                                                    |        |

## R
| Name                            | Stand, Titel, Zeitraum | Stammsitz/Ursprung Gebiet                                                                                                   | Persönlichkeiten Anmerkungen                                                                              | Wappen |
|                                 |                        | | |        |
| Rabenstein                      | ~1140?–1430?           | Burg Rabenstein altes Geschlecht, Erbtruchsessen von Salzburg                                                               | |        |
| Radeck                          | Mi; ~1250?–1360        | Schloss Radeck, altes Geschlecht                                                                                            | Nebenlinie der Bergheimer                                                                                 |        |
| Ramseiden Ramseider             | Ri; 14. Jh.?–1579      | Turm von Ramseiden, altes Geschlecht aus dem Pinzgau                                                                        | das Wappen ging an die Reisach                                                                            |        |
| Rauchenberger Rauhenperger      | Ri; 15. Jh?–?          | altes salzbg. Geschlecht, 1551 Reichsritter                                                                                 | Johann Rauchenberger                                                                                      |        |
| Rauchenbichler von Rauchenbühel | 1807–1900?             | Rauchenbichlerhof, 1807 öst. Adel                                                                                           | |        |
| Regauer                         | ?–~1650                | 1653 Wappenvereinigung mit den Prenner, 1620 Landtafel                                                                      | |        |
| Rehlingen                       | Frh; ~1300–heute       | Schloss Scherneck, bayer. Uradel, Augsburger Patrizier, salzbg. Geschlecht, 1541 Adelsbestätigung, 1665 Frh, 1616 Landstand | Raimund von Rehling                                                                                       |        |
| Reichel                         | Ri; 1755–?             | bayer. Familie, 1755 Reichsritter, 1836 öst. Ritter                                                                         | |        |
| Reinperger                      | 14. Jh.?–              | altes bayer. Geschlecht | 1424 Grabstein in St. Peter                                                                               |        |
| Reiter von Rittersfeld          | Ri; 1697–?             | 1697 erbländ. Adel | Franz Reiter                                                                                              |        |
| Reitter                         | 1654–                  | 1654 Reichsadel | nicht mit Reuter verwandt                                                                                 |        |
| Reuter von Klebing              | 1400?–1528             | altes salzbg. Geschlecht | Martin Reuter, Stadtrichter von Salzburg                                                                  |        |
| Reuttenperger Reitenperger      | ?                      | altes salzbg. Geschlecht | Gertrud Reittenberg, Äbtissin vom Nonnberg                                                                |        |
| Ribeysen von Neuenkieming       | Ri; 1530–1547          | nobil. Beamter, 1530 Reichsritter                                                                                           | Dr. Niklas Ribeisen, salzbg. Rat und Gesandter; keine Kinder, die Stiefsöhne Pflügel erbten sein Vermögen |        |
| Riese von Stallburg             | Frh; ?                 | aus Hessen-Kassel, 1846 öst. Frh                                                                                            | Mathias Friedrich Riese                                                                                   |        |
| Rittern                         | 1768–?                 | 1768 salzbg. Adel | Johann Ritter Edler von Rittern                                                                           |        |
| Ritz von und zu Gartenau        | Frh; ?–1710?           | Schloss Gartenau, salzbg. Adel, 1530 Reichsfreiherren                                                                       | Peter Anton Ritz                                                                                          |        |
| Robinig von Rottenfeld Rubinich | Ri; 1752–heute?        | Robinighof, Kärntner Industrielle, 1752 Reichsritter                                                                        | |        |
| Rohrdorf                        | Ri; 1450?–1500?        | altes salzbg. Geschlecht | Georg Rohrdorfer                                                                                          |        |
| Rohrwolf Rorwolf                | 1500?–?                | altes salzbg. Geschlecht, 1620 Landtafel                                                                                    | |        |
| Rost                            | Gf, Frh; 1600?–?       | 1614 Adelsbestätigung, 1680 Frh, 1620 Landtafel                                                                             | Joseph Benedikt von Rost zu dieser Familie?                                                               |        |
| Rottmayr                        | 1615–?                 | 1615 Adel, 1751 salzb. Adel                                                                                                 | |        |
| Rottmayr von Rosenbrunn         | 1704–?                 | 1704 erbländ. Adel | Johann Michael Rottmayr                                                                                   |        |
| Royer von Distelfeld            | Hr; 1736–1632          | | |        |
|                                 |                        | | |        |

## S
| Name                                 | Stand, Titel, Zeitraum | Stammsitz/Ursprung Gebiet                                                                       | Persönlichkeiten Anmerkungen                                                                              | Wappen |
|                                      |                        |                                                                                                 | |        |
| Salis-Zizers                         | Gf; 1300?–heute        | alter Schweizer Adel, 1639 Frh, 1694 Grafen, 1734 Landstand                                     | katholische Linie nach Rudolf Andreas von Salis († 1668)                                                  |        |
| Sauter von Riedenegg*                | 1904–?                 | nobil. Beamte, 1904 Adel „Edler von Riedenegg“                                                  | Anton Sauter, Ferdinand Sauter                                                                            |        |
| Schallhammer, Schallhammern          | Ri; 1727– nach 1900    | bayer. Familie, 1727 Reichsritter                                                               | Franz Martin war Truchsess, Anton von Schallhammer                                                        |        |
| Schaffmann von Hämerles              | Frh; 1548–?            | steier.-böhm. Geschlecht, 1548 Reichsadel mit „von Hemerles“, 1670 erbländ. Frh, 1693 Landstand | Johann Georg Schaf(f)mann († 1572)                                                                        |        |
| Scheller zu Gartenau                 | Ri; ?–1520?            | Schloss Gartenau, altes salzbg. Geschlecht                                                      | der Ausferge Albrecht Scheller kaufte 1430 den Ansitz Gartenau; die Ritz übernahmen deren Wappen (Feld 1) |        |
| Schettinger, Schetting, Schütting    | ?–1660?                | Zellhof (Gemeinde Mattsee), Schloss Perwang, 1620 Landtafel                                     | Hans Sigmund, Sebastian und Georg Ehrenreich Schettinger                                                  |        |
| Schidenhofen zu Stumb, Schiedenhofer | 1596–1894              | Schloss Triebenbach, Tiroler Geschlecht, 1596 Adel, 1660 Tiroler Adel, 1707 Landstand           | Erhart Schidenhofer von und zu Stumb (= Stumm)                                                            |        |
| Schlossberg                          | ~1100–1650             | Burgruine Schlossberg, altes salzbg. Geschlecht aus dem Lungau                                  | |        |
| Schlossgängl von Edlenbach           | 1733–heute?            | 1733 erbländ. Adel, 1810 bayer. Adel                                                            | |        |
| Schmelzing und Wernstein             | ?–1870?                | 1645 Adelsbestätigung                                                                           | Verwandtschaft mit den oö. Schmelzing zu Schloss Zwickledt unklar                                         |        |
| Schmidt von Haslach und Pürnbach     | Frh; ?–19. Jh.?        | alte bayer. Familie, 1688 Frh, 1764 Landstand                                                   | |        |
| Schnedizeni                          | 1704–?                 | 1704 Reichsadel                                                                                 | Johann Andreas Schneditz                                                                                  |        |
| Schöpfer von Klarenbrunn             | 1651–?                 | Tiroler Geschlecht, 1651 Adel, 1728 „von Clarenbrunn“                                           | |        |
| Schulthas                            | 1450?–1531             | altes Kärntner Geschlecht, Sachsenburg in Kärnten                                               | verwandt mit Schulthaus von Moos in Tirol?                                                                |        |
| Schwarz                              | Frh; 1869–?            | 1869 öst. Ritter, 1872 Frh                                                                      | Carl von Schwarz, Bauunternehmer                                                                          |        |
| Schwarzenberg                        | Fü; 1400?–heute        | altes fränkisch-böhmisches Geschlecht, 1599 Grafen, 1670 Fürsten                                | Ernst von Schwarzenberg kaufte Schloss Aigen                                                              |        |
| Sillersdorf                          | Mi; 1140–13. Jh.?      | altes bayer.-salzbg. Geschlecht                                                                 | nach Sillersdorf bei Saaldorf (Saaldorf-Surheim)                                                          |        |
| Staudacher                           | 1624/1647–?            | Bürger von Hall, Tiroler Geschlecht, 1624 Wappenbrief/Adel?, 1647 Reichsadel                    | |        |
| Steinhauser                          | Ri; ~1370–?            | alte reiche salzbg. Familie, 1615 Konkurs, 1876 öst. Ritter                                     | Maximilian Steinhauser, Bürgermeister von Salzburg                                                        |        |
| Steinhauser von Treuberg             | Ri; 1777–heute?        | 1777 Reichsadel, 1798 erbländ. Ritter                                                           | Johann Philipp Steinhauser, Professor                                                                     |        |
| Steyrer von Riedenburg               | 1680–1800?             | 1680 erbländ. Adel                                                                              | |        |
| Stiffler von und zu Werttenbach      | Ri; 1670–heute?        | 1670 Reichsadel, 1674 „von und zu Werttenbach“                                                  | Johann Jakob Stiffler                                                                                     |        |
| Stralenfels                          | 14. Jh.–?              | salzbg. Uradel                                                                                  | Alram Stralenfels kämpfte 1322 bei Mühldorf                                                               |        |
| Strasser                             | Mi; ~1425–?            | aus Kärnten?, Gewerken, 1528 Landstand                                                          | |        |
| Strochner                            | ?–1500?                | alte Gewerken                                                                                   | auch in OÖ                                                                                                |        |
| Strudl                               | ?–1600?                | alte Erbausfergen                                                                               | |        |
| Stockhammer, Stockhammern            | 1760–?                 | nobil. Beamte, 1760 salzbg. Adel                                                                | nicht mit Grafen Stockhammer verwandt                                                                     |        |
| Sulzberg(er)                         | ?                      | salzbg. Uradel                                                                                  | Peter von Sulzberg fiel 1322 bei Mühldorf                                                                 |        |
|                                      |                        |                                                                                                 | |        |

## T
| Name                                | Stand, Titel, Zeitraum | Stammsitz/Ursprung Gebiet | Persönlichkeiten Anmerkungen | Wappen |
|                                     |                        | | |        |
| Tach                                | 1673–?                 | Tiroler Familie, 1673 Reichsadel | |        |
| Tanner, Tann                        | Hr; 1060–1398          | Burg Altentann, altes salzbg. Geschlecht, Erbkämmerer                                                                                    | |        |
| Tannenberg                          | Ri; 1686–?             | nobil. Beamte, 1686 Reichsritter | Johann Kaspar Tannenberg, Truchsess; nicht verwandt mit den Grafen Tannenberg                                                                     |        |
| Tarnoczy, Tarnóczy von Sprinzenberg | Ri; 1635–?             | ungar. Geschlecht, dann in Tirol, 1635 ungar. Adel, 1880 öst. Ritter mit „von Sprinzenberg“                                              | Maximilian Joseph von Tarnóczy, Fürsterzbischof                                                                                                   |        |
| Taufkirchen Tauffkirchen            | Gf; ~1240–heute?       | Schloss Katzenberg , bayer. Geschlecht, 1639 Frh, 1684 Grafen                                                                            | |        |
| Teufl von Pichl Bühel               | ~1440?–?               | altes bayer. Geschlecht, 1620 Landtafel                                                                                                  | |        |
| Thalgau                             | Hr; 12. Jh.–~1450      | Dienstmannen der Tanner, dann Herren | Burgstall in Thalgau?? |        |
| Thannhausen                         | ~1250?–1684            | altes bayer. Geschlecht | nicht diese Thannhausen (Adelsgeschlecht) |        |
| Thenn                               | Ri; 1548–?             | Münzmeister, 1548 Reichsritter | |        |
| Thun Thun und Hohenstein            | Gf, Fü; 12. Jh.–heute  | Schloss Emsburg, Schloss Neuhaus, Tiroler Uradel, viele Linien; 1530 Frh?, 1626 Reichsgrafen, 1911 Fürsten                               | Guidobald von Thun und Hohenstein und Johann Ernst von Thun und Hohenstein, Salzbg. Erzbischöfe, Sigmund von Thun und Hohenstein, Landespräsident |        |
| Thurn (Salzburger Adelsgeschlecht)  | Frh; 1083–1644         | Schloss Sankt Jakob am Thurn, Schloss Neubeuern, altes salzbg. Geschlecht (1083 aus Ungarn, dort Grafen?), ab 1300 Erbschenken, 1570 Frh | das Wappen ging an die Platz |        |
| Toerring Törring                    | Gf; 1130–heute         | altes bayer. Geschlecht, 1566 Frh, 1630/1645 Grafen, 1528 Landtafel; Erbkämmerer in Salzburg (und weitere Hofämter in Bayern)            | Maximilian Ferdinand von Toerring-Seefeld, mehrere Bischöfe und Politiker in Bayern                                                               |        |
| Trauner, Herren von Traun           | Hr; 1120–1788?         | altes salzbg.-bayer. Geschlecht, 1528 Landtafel                                                                                          | Ursula Trauner, 1514 bis 1539 Äbtissin von Nonnberg, Ignaz von Trauner, Abt von Sankt Emmeram. Vielfältiges Wappen (meist mit Sparren und Bock)   |        |
| Tschuck von Kranichstein            | 1749–?                 | 1749 salzbg. Adel | Franz Tschuck, salzbg. Truchsess, nobil. mit „von Kranichstein“                                                                                   |        |
|                                     |                        | | |        |

## U
| Name                                              | Stand, Titel, Zeitraum | Stammsitz/Ursprung Gebiet                                                                                             | Persönlichkeiten Anmerkungen                                                                            | Wappen |
|                                                   |                        | | |        |
| Ude von Udenau                                    | 1784–?                 | 1784 salzbg. Adel | Johann Ernst Ude, Stiftsdechant von Maria Saal nobil. mit Edler von Udenau                              |        |
| Überacker Ueberacker auf Sighartstein und Pfangau | Gf; 1100–20. Jh.?      | Schloss Sighartstein, Gurkerhof (in Salzburg), altes bayer.-salzbg. Geschlecht, 1669 Frh, 1688 Grafen; 1541 Landstand | Georg Überacker                                                                                         |        |
| Uzelingen Izling Uezeling                         | 12. Jh.–13. Jh.?       | aus Itzling (Freising), altes bayer. Geschlecht; nannten sich dann nach ihren Sitzen (Bergheimer, Radeck)             | Rudeger erhielt 1198 Bergheim und begründete das Geschlecht der Bergheimer; Gerhoch gründete die Radeck |        |
|                                                   |                        | | |        |

## V
| Name                     | Stand, Titel, Zeitraum | Stammsitz/Ursprung Gebiet                                       | Persönlichkeiten Anmerkungen                           | Wappen |
|                          |                        |                                                                 |                                                        |        |
| Velben, Felben           | Hr; 12. Jh.–15. Jh.    | Felberturm, altes bayer.-salzbg. Geschlecht, 1396 Erbmundschenk |                                                        |        |
| Verweeser zu Weesenthall | Ri; 1708–?             | nobil. Beamter, 1708 Reichsritter                               | Georg Andreas Verweeser war Landrichter von Maria Saal |        |
| Voglmair von Thierberg   | Frh; 1576–?            | Tiroler Geschlecht, 1576 erbländ. Adel, 1695 Frh                | ab ca. 1650 auch in Salzburg                           |        |
| Vogt                     | 1766–?                 | 1766 salzbg. Adel                                               | Karl Vogt mit „Edler von Vogt“ nobil.                  |        |
|                          |                        |                                                                 |                                                        |        |

## W
| Name                                               | Stand, Titel, Zeitraum | Stammsitz/Ursprung Gebiet                                                                                              | Persönlichkeiten Anmerkungen                                                                 | Wappen |
|                                                    |                        | |                                                                                              |        |
| Wagner                                             | 1610–?                 | 1610 Reichsadel | Augustin Amadeus von Wagner, 1731 Truchsess                                                  |        |
| Walchen                                            | Ri; ~1130–1410         | Burg Walchen, altes bayer.-salzbg. Geschlecht, 1727 Reichsritter                                                       | Friedrich II. von Walchen, Erzbischof                                                        |        |
| Waldeck                                            | ~1160–1400??           | salzbg.-kärnt. Geschlecht, Güter im Lungau; diese gingen an die Thanhausen                                             |                                                                                              |        |
| Waldtherr vom Baad am Berg; Waldherr von Badenberg | 1729–?                 | 1729 salzbg. Adel | Franz Joseph Waldtherr nobil.                                                                |        |
| Wartenfels                                         | ?                      | Ruine Wartenfels, Nebenlinie der Tann(er)?                                                                             | Diemut, 1336 bis 1344 Äbtissin von Nonnberg                                                  |        |
| Wassner von Wassenau                               | 1662–?                 | nobil. Beamte, 1662 Reichsadel, 1759 Landstand                                                                         | Johann Paul Wassner nobil.                                                                   |        |
| Weckherlin von Adelstetten                         | 1588–1731?             | Schloss Adelstetten, 1588 Adel, 1653 Ritter, 1691 Landstand                                                            | Johann Joachim Weckherlin erwarb Adelstetten                                                 |        |
| Weisseneck                                         | 12. Jh.–?              | Kärntner Geschlecht | Ortolf von Weißeneck, Erzbischof; Anna von Weißeneck war 1356 bis 1367 Äbtissin von Nonnberg |        |
| Weißpriach, Weisspriach                            | Gf; 1327–1571          | Burg Weißpriach, altes salzbg. Geschlecht aus dem Lungau, dann auch in Ostösterreich ansässig (Graf von Forchtenstein) | Burkhard von Weißpriach, Erzbischof; das Wappen ging an die Khevenhüller                     |        |
| Weitmoser zu Winkl, Rambseiden und Grub            | 1520?–19. Jh.?         | Weitmoserschlössl, reiche Gewerken, 1555 Landstand; im 17. Jh. verarmt                                                 | Hans und Christoph Weitmoser                                                                 |        |
| Weyrother Weyhrother                               | ?–heute                | adelige Familie, Kais. Oberbereiter, 1735 Reichsritter                                                                 | Maximilian von Weyrother, Franz von Weyrother                                                |        |
| Widman                                             | 1614–1952              | nobil. Beamte, 1614 erbländ. Adel                                                                                      | Wappengleichheit mit den Widmann-Sedlnitzky                                                  |        |
| Wiser von Seewies                                  | Gf, P; 1577–heute      | niederösterr. Geschlecht, 1577 Adel, 1690 Reichsritter, 1694 Frh, 1702 Grafen; ein bayer.-salzbg. Zweig?               | mussten als Protestanten emigrieren                                                          |        |
| Wispeck Wissbeck, Wissbach                         | Mi; ~1170–1574         | Schloss Wiespach, altes salzbg. Geschlecht, Erbkämmerer, 1319 Ritter                                                   | Georg Wisbeck, Achaz Wisbeck, 1474 bis 1476 Landeshauptmann                                  |        |
| Wohlhaubt                                          | 1733–?                 | nobil. Beamter, 1733 salzbg. Adel                                                                                      | Ignaz Gregor Wohlhaupter, Truchsess, nobil. mit „von Wohlhaubt“                              |        |
| Wolffurth                                          | 17. Jh.–?              | salzbg. Geschlecht, 1588 Wappenbrief, im 17. Jh. Adel von und zu Wolffurth, hohe Ämter                                 | Johann Wolffsfuertner, Laux von und zu Wolffurth, 1612 Stadthauptmann von Salzburg           |        |
| Woller von Wollersfeld                             | Ri; 1710–?             | Kärntner Familie, 1710 Reichsritter, Edle von Wollersfeld, 1764 Bestätigung                                            | Ignaz Joseph Woller, ein Vetter, 1783 mit „von Wollersthal“ in den erbländ. Adel             |        |
|                                                    |                        | |                                                                                              |        |

## Z
| Name                     | Stand, Titel, Zeitraum | Stammsitz/Ursprung Gebiet                            | Persönlichkeiten Anmerkungen            | Wappen |
|                          |                        |                                                      |                                         |        |
| Zehetner von Zehenthofen | 15. Jh.–?              | Tiroler Familie, 1614 Reichsadel, 1492 Landtafel     |                                         |        |
| Zillner von Zillerberg   | Ri; 1688–?             | 1688 Reichsritter, später bayer. Frh, 1704 Landstand |                                         |        |
| Zott                     | ?                      | Gewerken, 1526 Wappenbrief, 1620 Landtafel           | nicht verwandt mit den Zott von Pernegg |        |
|                          |                        |                                                      |                                         |        |

## Erklärung
Erklärung zu den Spalten:
Name: gebräuchlichste Form, auch alternative Namensformen
Stand: im österreichischen Herren- oder Ritterstand
Titel: höchste erlangte Adelstitel
Zeitraum: Zeitpunkt der Nobilitierung bis Erlöschen im Mannesstamm
Stammsitz: Stammsitz; Sitze, nach denen einzelne Linien benannt wurden, Sitze in Salzburg oder
Gebiet: Ort oder Gebiet, besonders wenn es mehrere gleichnamige Geschlechter gibt
Persönlichkeiten: wichtigste oder bekannteste Personen, bevorzugt mit Bezug zu Salzburg; Personenartikel, falls es keinen Artikel zum Geschlecht gibt
Anmerkungen: zusammenfassende Angaben
Erklärung zu sonstigen Angaben:
- keine Angabe oder unbekannt
? Fragezeichen bedeutet unsichere (Jahres)Angaben
~ ungefähr, ungefähre Zeitangabe
kursiv alte Schreibweise
P als Protestanten aus dem Land verwiesen und die Güter bzw. Lehen verloren
Fü Fürsten
Gf Reichsgraf(en), Graf(en)
Frh Freiherr(en)
Ri Ritter
Mi Ministeriale
Hr Herren
Abkürzungen
| nobil.  | nobilitiert (geadelt)             |
| NÖ, nö. | Österreich unter der Enns , -isch |
| OÖ, oö. | Österreich ob der Enns , -isch    |
| steir.  | steirisch                         |
| bayer.  | bayerisch                         |
| böhm.   | böhmisch                          |
| erbl.   | erbländisch (siehe Erblande)      |

## Weblink
- Landstände des Erzstifts Salzburg mit Abbildungen der Wappen vieler Geschlechter Anfang 17. Jahrhundert